# 虎虎
虎虎，日本輕小說作家。出身於大阪府。筆名日文讀音。

## 人物簡介
2011年，其投稿的小說《中二病也想談戀愛！》入圍京都動畫舉辦的京都動畫大獎第1屆小說部門獎勵獎，從此正式出道。其後同名小說二度分別在2012年與2014年播放同名電視動畫，及2018年上映劇場版動畫。
即使在發表之後成為自身的代表作品，但在小說官方網站並沒有公開自己的學歷、生年月日及性別，可以說是蒙面作家。
自稱目前是邪氣眼系的中二病末期患者。
2014年，《中二病也想談戀愛！》小說第3冊發行之後，虎虎在後記表示「能被維基百科作介紹讓我感到萬分高興」，並說「被納入為蒙面作家對自己來說是最酷的事情」。

## 作品
- 中二病也想談戀愛！（插圖：逢坂望美，KA Esuma文庫）
  - 中二病也想談戀愛！（2011年6月1日發行）
  - 中二病也想談戀愛！2（2011年12月28日發行）
  - 中二病也想談戀愛！3（2014年3月14日發行）
  - 中二病也想談戀愛！4（2017年12月22日發行）

## 相關項目
- 蒙面作家

## 外部連結
- KA Esuma文庫《中二病也想談戀愛！》公式官網 （页面存档备份，存于） （日語）